# Салајола (Гросето)
Салајола (итал. Salaiola) је насеље у Италији у округу Гросето, региону Тоскана.
Према процени из 2011. у насељу је живело 39 становника. Насеље се налази на надморској висини од 737 м.